# Wim Ruska
Willem Ruska –conocido como Wim Ruska– (Ámsterdam, 29 de agosto de 1940-Hoorn, 14 de febrero de 2015) fue un deportista neerlandés que compitió en judo y en lucha libre profesional. Es el único judoca en ganar dos medallas en diferentes categorías de los mismos Juegos Olímpicos, respectivamente en las categorías de peso pesado y absoluto en Múnich 1972.

## Trayectoria en yudo
Tras haber entrenado con Jon Bluming, y habiendo compartido dōjō con el gran campeón de sambo Chris Dolman, Ruska debutó en su carrera como judoca profesional en 1965, cuando ganó la medalla de bronce en el campeonato Europeo de Judo de 1965 celebrado en Madrid. Siguió participando en campeonatos europeos y mundiales, ganando bastantes medallas, hasta que finalmente llegó a competir en los Juegos Olímpicos de Múnich 1972. Participó en la categoría de más de 93kg y en la categoría abierta, ganando dos medallas de oro. Tras los juegos olímpicos se retiró de la profesión. Ganó tres medallas en el Campeonato Mundial de Judo entre los años 1967 y 1971, y doce medallas en el Campeonato Europeo de Judo entre los años 1965 y 1972.
En 2013 fue incluido en el Salón de la Fama de la Federación Internacional de Judo.

### Palmarés internacional
| Juegos Olímpicos   | Juegos Olímpicos                | Juegos Olímpicos  | Juegos Olímpicos |
| Año                | Lugar                           | Medalla           | Categoría        |
| ------------------ | ------------------------------- | ----------------- | ---------------- |
| 1972               | Múnich (RFA)                    | Medalla de oro    | +93 kg           |
| 1972               | Múnich (RFA)                    | Medalla de oro    | Abierta          |
| Campeonato Mundial |                                 |                   |                  |
| Año                | Lugar                           | Medalla           | Categoría        |
| 1967               | Salt Lake City (Estados Unidos) | Medalla de oro    | +93 kg           |
| 1969               | Ciudad de México (México)       | Medalla de plata  | Abierta          |
| 1971               | Ludwigshafen (RFA)              | Medalla de oro    | +93 kg           |
| Campeonato Europeo |                                 |                   |                  |
| Año                | Lugar                           | Medalla           | Categoría        |
| 1965               | Madrid (España)                 | Medalla de plata  | Abierta (A)      |
| 1965               | Madrid (España)                 | Medalla de bronce | +93 kg (A)       |
| 1966               | Luxemburgo (Luxemburgo)         | Medalla de oro    | +93 kg           |
| 1967               | Roma (Italia)                   | Medalla de oro    | +93 kg           |
| 1967               | Roma (Italia)                   | Medalla de bronce | Abierta          |
| 1969               | Ostende (Bélgica)               | Medalla de oro    | +93 kg           |
| 1969               | Ostende (Bélgica)               | Medalla de oro    | Abierta          |
| 1970               | Berlín Oriental (RDA)           | Medalla de plata  | +93 kg           |
| 1970               | Berlín Oriental (RDA)           | Medalla de plata  | Abierta          |
| 1971               | Gotemburgo (Suecia)             | Medalla de oro    | +93 kg           |
| 1972               | Voorburg (Países Bajos)         | Medalla de oro    | +93 kg           |
| 1972               | Voorburg (Países Bajos)         | Medalla de oro    | Abierta          |

## Trayectoria en lucha libre profesional
Entre 1976 y 1980, Ruska compitió como luchador profesional para las promociones de la New Japan Pro Wrestling y la World Wrestling Federation. Tuvo un total de catorce luchas, en algunas de las cuales hizo equipo con otro judoca olímpico, Allen Coage.
Como parte de la NJPW, Ruska se hizo famoso en Brasil por participar en una lucha de vale tudo contra el campeón invicto Ivan Gomes. Celebrada en agosto de 1976 en el estadio Maracazinho, la contienda demostró la gran valentía y capacidad de Ruska al enfrentarse sólo con sus técnicas de yudo a un oponente que no sólo era también un gran judoca, sino que poseía entrenamiento en kickboxing y jiu-jitsu brasileño. Predeciblemente, el combate fue reñido, con Gomes finalmente lanzando golpes ilegales. Al final, el brasileño tomó la espalda de Ruska y buscó aplicar la hadaka-jime, mientras que el holandés lo impidió controlando uno de sus brazos. Sin embargo, en ese momento el árbitro, viendo que ambos estaban enredados en las cuerdas y que Gómez quedaba fuera de ellas, detuvo la lucha y declaró vencedor a Ruska por cuenta fuera. Esta decisión fue recibida con abucheos por parte del público de Brasil, quienes la consideraron un fraude, e incluso publicitaron el evento como una victoria de Gomes. El hecho de que el árbitro de la lucha fuera precisamente un japonés proveniente de NJPW, Teruo Takahashi, no ayudó a calmar los ánimos.
En 2001 Ruska sufrió un derrame cerebral que lo dejó con discapacidad física.